# ديفيد ماكنالي
ديفيد ماكنالي هو عالم سياسة وأستاذ جامعي كندي، ولد في 1 يوليو 1953 في أونتاريو في كندا.